# Liste von Kunstwerken im öffentlichen Raum in Neukirchen-Vluyn
Die Liste von Kunstwerken im öffentlichen Raum in Neukirchen-Vluyn gibt einen Überblick über Kunst im öffentlichen Raum, unter anderem Skulpturen, Plastiken, Landmarken und andere Kunstwerke in Neukirchen-Vluyn, Kreis Wesel. Es besteht kein Anspruch auf Vollständigkeit.

## Kunstwerke in Neukirchen-Vluyn
| Bezeichnung                           | Standort                                     | Koordinate                      | errichtet | Künstler                     | Anmerkungen | Bild |
| ------------------------------------- | -------------------------------------------- | ------------------------------- | --------- | ---------------------------- | --- | ---- |
| Hallenhaus                            | Halde Norddeutschland, Geldernsche Straße    | 51° 28′ 5,2″ N, 6° 34′ 8,8″ O   | 2006      | Künstlergruppe Observatorium | Stahlgerüst, Pigmentfarbe, davor befindet sich ein Thingplatz. |      |
| Himmelstreppe                         | Halde Norddeutschland, Geldernsche Straße    | 51° 28′ 0,3″ N, 6° 33′ 59,8″ O  | 2007      |                              | Stahlplatten, LED-Leisten, 359 Stufen führen auf die Halde Norddeutschland                                                                                             |      |
| Seilscheibe des Bergwerks Niederberg  | Ortsteil Neukirchen, Hans-Böckler-Straße     | 51° 26′ 42,1″ N, 6° 34′ 4,4″ O  |           |                              | Zur Erinnerung an die Bergbaugeschichte der Stadt steht hier die Seilscheibe des Bergwerks Niederberg.                                                                 |      |
| Klompendenkmal                        | Vluyn, Schulplatz / Leineweberplatz          | 51° 26′ 21,6″ N, 6° 31′ 52,7″ O |           | Ivica Matijevic              | Bronzedenkmal für das Klompen-Brauchtum |      |
| Heimat                                | Vluyn, Vluyner Platz                         | 51° 26′ 16,8″ N, 6° 31′ 51,2″ O | 2004      | Ivica Matijevic              | „Wir kamen und blieben“- ein Denkmal für diejenigen, die in Neukirchen-Vluyn eine neue Heimat gefunden haben. In 75 Sprachen steht das Wort „Heimat“ auf der Skulptur. |      |
| Andreas-Bräm-Denkmal                  | An der Neukirchener Dorfkirche               | 51° 27′ 6,2″ N, 6° 34′ 45,1″ O  |           | Ivica Matijevic              | Andreas Bräm |      |
| Kriegerdenkmal von 1881               | Vluyn, Kirchplatz                            | 51° 26′ 19,3″ N, 6° 31′ 50,2″ O |           |                              | Dreiteiliges Ehrenmal, mittig Säule mit Adler, für die Gefallenen der Kriege 1866 und 1870/71.                                                                         |      |
| Kriegerdenkmal                        | Vluyn, Kirchplatz                            | 51° 26′ 20″ N, 6° 31′ 49,7″ O   |           |                              | Sockel aus Muschelkalk und Bronzefigur |      |
| Kriegerehrenmal                       | Neukirchen, Ecke Mozart-/Andreas-Bräm-Straße | 51° 26′ 58,8″ N, 6° 34′ 46,4″ O |           |                              | |      |
| Denkmal Neukirchener Erziehungsverein | Andreas-Bräm-Straße 18                       | 51° 26′ 56,4″ N, 6° 34′ 45″ O   |           |                              | Neukirchener Erziehungsverein. |      |